# Вильджюнайте, Дагне
Дагне Вильджюнайте (лит. Dagnė Vildžiūnaitė; род. 1981, Вильнюс) — литовский кинопродюсер.

## Биография
Дагне Вильджюнайте родилась в 1981 году в Вильнюсе. После окончания вильнюсской средней школы № 9 (ныне Вильнюсская гимназия Св. Христофора) она изучала психологию в Вильнюсском университете и менеджмент телевидения и кино в Литовской академии музыки и театра. В 2007 году вместе с режиссером, актёром и продюсером Миколасом Вильджюнасом основала киностудию Just A Moment, которая к настоящему времени выпустила более трёх десятков полнометражных и короткометражных художественных и документальных фильмов, получивших национальное и международное признание. Дагне и её фильмы — лауреаты международных кинокурсов Rotterdam Lab 2013, EAVE 2012, Ex-Oriente 2011, EURODOC 2010. Она — член Литовской киноакадемии, член жюри секции документального кино Варшавского кинофестиваля (2013), кинофестиваля Nepatogus kinas (2014).
В 2015 году влиятельное британское издание киноиндустрии Screen International назвало Дагне одним из самых многообещающих продюсеров мирового кино.
Выступает с лекциями по медиаграмотности в школах Литвы

## Фильмография
- Бар[лит.] (2009; документальный телефильм)
- Сорока 2 (2010; документальный)
- У меня клиническая депрессия, и я курю травку (2010)
- Последний день медового месяца (2011)
- Как мы играли в революцию[лит.] (2012; документальный)
- Отец (2012; документальный)
- Игрушки (2012; документальный)
- Маша (2013; документальный)
- Юлия (2013; документальный)
- Ненастоящее время (2014)
- Мастер и Татьяна[лит.] (2014)
- Я за тебя расскажу (2015)
- Вместе навсегда[лит.] (2016)
- Бизнес по-нашему[рум.] (2016)
- Дыхание в мрамор[латыш.] (2018)
- Сердце мира (2018)
- Нийоле (2019; документальный короткометражный)
- Наши знакомые сбиты с толку (2021)
- Допрос  (2021)
- Однажды в Вильнюсе (2022; документальный короткометражный)
- Номинанты (2023;  короткометражный)
- Твиттеринг души (2023)

## Награды и номинации
Серебряный журавль
- 2017: «Бизнес по-нашему» и «Вместе навсегда» —  лучший литовский фильм  (номинация)
- 2020: «Сердце мира» —  лучший фильм совместного производства (номинация)
- 2020: «Нийоле» —  лучший фильм совместного производства (номинация)

## Личная жизнь
Была замужем за Миколасом Вильджюнасом. В браке родилась дочь Сара.